# 道の駅アグリステーションなぐら
道の駅アグリステーションなぐら（みちのえき アグリステーション なぐら）は、愛知県北設楽郡設楽町西納庫にある国道257号の道の駅である。

## 概要
2015年（平成17年）1月に重点道の駅候補に選定された。
また、当駅を基点として、名倉川沿い約2㎞にわたってコヒガンザクラの並木が植えられ、奥三河屈指の桜の名所になった。

## 施設
- 駐車場
  - 普通車：18台
  - 大型車：4台
  - 身障者用：1台
- トイレ（いずれも24時間利用可能）
  - 男：大・1器、小・3器
  - 女：3器
  - バリアフリートイレ：2器
- トイレ増設（営業時間中のみ利用可能）
  - 男：大・2器、小・2器
  - 女：5器
  - バリアフリートイレ：1器
- 公衆電話
- 公衆無線LAN（道の駅SPOT（道の駅スポット））
- 情報・観光案内コーナー
- 農産物直売コーナー
- 特産品コーナー
- 飲食コーナー

## 管理団体
- 設楽町

## 休館日
- 毎週月曜日（祝日の場合は翌日）

## アクセス
- 国道257号 - 登録路線
- 愛知県道507号茶臼山高原設楽線（茶臼山高原道路）

## 周辺
| - 設楽オートキャンプ場 - 碁盤石山 - 面ノ木園地 - 井山 - 岩伏山 | - 清水城址 - 寺脇城址 - 清水のコヒガンサクラ - 名倉カントリークラブ - おでかけ北設稲武線：「森田橋」バス停留所 |